# Ataque às bases de mísseis egípcias em 1973
O ataque às bases de mísseis egípcias em 1973, ocorreu no dia 16 de outubro, durante a Guerra do Yom Kippur. Conduzida pelas Forças de Defesa de Israel, a 421.ª brigada,teve como objetivo criar um corredor dentro da densa matriz de defesa aérea Egípcio, permitindo assim a Força Aérea Israelense pudesse atuar nas imediações do Canal de Suez. As forças militares egípcias foram significativamente enfraquecida durante a operação, devido a destruição de vários tanques e três bases de mísseis. As forças de Israel informaram não ter sofrido quaisquer baixas em pessoal ou equipamento no decorrer desta batalha.